# Слід в океані
«Слід в океані» (рос. «След в океане») — радянський художній фільм режисера Олега Ніколаєвського, знятий на Свердловській кіностудії в 1964 році.

## Сюжет
В радянських територіальних водах, в бухті одного острова проходять випробовування газової суміші для підводних дихальних апаратів. Її використання повинно дозволити водолазам безпечно досягати глибин в сотні метрів. У випробуваннях беруть участь винахідник газової суміші Сретенський, лікар Кушля, капітан другого рангу Ігор Бєлогуров і кращі водолази Військово-морського флоту СРСР. Про випробування стає відомо розвідці неназваної держави. На базу, з якої проводяться випробування, під виглядом аспірантки Балашової, агента цієї розвідки, викритої на той час радянською контррозвідкою, прибуває старший лейтенант держбезпеки Людмила Скуратова. Вона виходить на іншого агента, аквалангіста, що діє з іноземної шхуни, яка курсує в нейтральних водах. Крім нього в операції бере участь штурман Єльцов, ще один агент тієї ж розвідки. Маючи в своєму розпорядженні фотографією справжньої Балашової, побачивши Скуратова він здогадується про підміну і намагається вбити її. На відміну від нього аквалангіст, обмінявшись зі Скуратовою парольними знаками (про використання яких їй довелося здогадуватися на ходу), впевнений, що має справу зі справжньою Балашовою. З нею і з даними, отриманими, як він вважає, нею, він збирається переправитися на шхуну, захопивши до того ж винахідника Сретенського. По рації доглядача маяка, слідуючи підказкою уявної Балашової, аквалангіст домовляється про місце, що знаходиться в радянських територіальних водах, і час зустрічі з іноземною шхуною. Потім аквалангіст хоче застрелити старшину Віктора Кондратьєва, який зайшов в будиночок доглядача під час його роботи на рації. Запобігаючи вбивству, в нього стріляє Скуратова (всього вона рятує Кондратьєва три рази). З тієї ж рації вона повідомляє на радянський прикордонний корабель координати шхуни, що дозволяє її захопити. Віктор Кондратьєв, зрозумівши, мимовільним учасником чого він став, затримує Єльцова, котрий дає відчайдушний опір. Таким чином, завдяки Людмилі Скуратовій не тільки була зірвана операція іноземної розвідки, але й були знешкоджені всі її безпосередні учасники. Повернувшись до Москви, старший лейтенант держбезпеки Людмила Скуратова доповідає про виконання завдання. Останній епізод фільму — її обличчя, показане великим планом, що дозволяє глядачам зрозуміти, що вона повинна була пережити за цей час.

## У ролях
- Ада Шереметьєва —  Людмила Скуратова («Кіра Сергіївна Балашова»)
- Юрій Дедович —  Віктор Павлович Кондратьєв, головстаршина
- Євген Весник —  Іван Прокопович Єльцов, штурман
- Данило Нетребін —  Павло Кузьмич Ніконов, доглядач маяка
- Павло Махотін —  Ігор Бєлогуров, капітан другого рангу
- Ігор Сретенський —  Євген Іванович Сретенський, винахідник
- Геннадій Нілов —  Валерій Андрійович Кушля, лікар
- Володимир Протасенко —  Степан Рудько, старшина другої статті
- Улдіс Ваздікс —  Гунар Калниньш, старшина другої статті
- Валерій Величко —  Володимир Давидичев, курсант
- Віктор Уральський —  Максим Зємнов, мічман
- Михайло Орлов —  агент іноземної розвідки, аквалангіст
- Микола Савицький —  прикордонник
- Павло Родде —  Іван Йосипович, капітан судна, на яке прибули Скуратова і Єльцов

## Знімальна група
- Автори сценарію:  Борис Васильєв,  Кирило Рапопорт
- Режисер-постановник:  Олег Ніколаєвський
- Оператор-постановник:  Іван Артюхов
- Композитор:  Лев Степанов
- Художник-постановник: Д. Кудрін
- Звукооператор: Б. Глеков
- Режисер: А. Ільїн
- Художник по костюмах: В. Кочеткова
- Художник-гример: М. Ярушникова
- Монтажер: Л. Чузо
- Редактор: О. Хомяков
- Підводні зйомки: О. Лебедєв
- Комбіновані зйомки: С. Кисель, А. Кампф
- Асистенти режисера: Б. Урецький, Т. Костіна
- Асистенти оператора: В. Сичов, О. Шарябін
- Консультанти: І. Горєлов, В. Соколов, С. Сонін
- Директор: А. Кузнецова